# محاولة الانقلاب في النيجر 2021

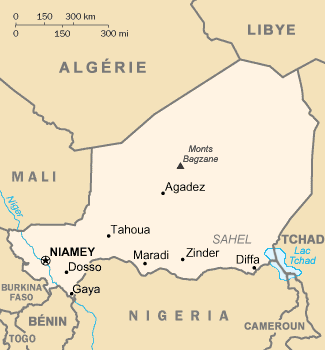
نيجيريا الخريطة

محاولة الانقلاب في النيجر هي محاولة انقلابية وقعت في 31 مارس 2021م في حوالي الساعة 3:00 صباحًا بالتوقيت العالمي (2:00 بالتوقيت العالمي) بعد اندلاع إطلاق نار في شوارع نيامي عاصمة النيجر قبل يومين من تنصيب الرئيس المنتخب محمد بازوم.
تم تنفيذ محاولة الانقلاب من قبل عناصر داخل الجيش. وبعد إحباطه تم اعتقال الجناة.